# ライフ・カイサ
ライフ・カイサ（またはレイフ・カイサ、ライフ・カイサー、Leif Kayser、1919年6月13日 - 2001年6月15日 ）は、デンマークの作曲家、オルガニスト、カトリック司祭。カトリック教会のためのオルガン、声楽作品などをはじめ、管弦楽や室内楽など幅広い分野にわたって作品を残した。

## 生涯
コペンハーゲンで国会速記者の父のもとに生まれ、カトリック系の聖クヌーズ学校で学ぶ。幼いころから音楽に興味を示し、実家で音楽教育を受けるとともに、少年合唱団に所属してグレゴリオ聖歌に習熟した。また、カイサは司祭のA.メンシンガにオルガニストのクアト・トムセンを紹介され、オルガンを習った。1936年にコペンハーゲンのデンマーク音楽アカデミーに入学し、1941年まで在学した。アカデミーでは、ポール・ロング＝ケラー（オルガンと音楽理論）、ポール・シーアベック（管弦楽法）、ハラルドゥル・シグルソン（ピアノ）、クリスチャン・サンビュー（室内楽）、ルドルフ・シモンセン（音楽史）に師事した。1938年にオルガンの、1939年にピアノの試験に合格したあと、ストックホルムに留学し、ヒルディング・ルーセンベリ（作曲）とトゥール・マン（指揮）に師事した。
カイサはアカデミー在学中に作曲を始めた。はやくも1939年2月に、交響曲第1番がヨーテボリでマンの指揮によって初演されて評判を呼び、翌年の夏には交響曲第2番が披露された。指揮者のエリク・トゥクセンに勧められ、カイサはクリスチャン10世の70歳の誕生日（1940年9月26日）のために、デンマーク国歌による序曲『クリスチャン王は高き帆柱の傍に立ちて』を作曲し、同月に初めての出版譜として『ヴァイオリン独奏のための7つの小品』を上梓した。1941年にはピアニストとして初舞台を踏み、同年の12月にはヨーテボリで指揮者としてもデビューした。
しかし1942年にとつぜん、カイサは音楽活動を中断してカトリック司祭になることを志し、ローマに留学して神学と哲学を学んだ。1949年に司祭に叙階されてデンマークに戻り、コペンハーゲンの聖アンスガー教会に就いた。
作曲活動はローマ滞在中から再開しており、1955年にはパリに留学してナディア・ブーランジェに師事した。1964年に司祭の職を辞し、デンマーク音楽アカデミーで管弦楽法と楽曲分析の教員となって1982年まで勤めた。教え子には作曲家のニルス・ラ・クールがいる。

## 様式
残された教会音楽の数々や交響曲第2番の冒頭、オルガン協奏曲の最終楽章コーダなどに示されるように、カイサはグレゴリオ聖歌から霊感を得ている。カイサは、この世代のデンマークのほとんどの作曲家がそうであったようにカール・ニールセンの影響下にあり、ほかにも、20世紀前半の代表的作曲家であったイーゴリ・ストラヴィンスキーやパウル・ヒンデミット、バルトーク・ベーラの影響が見られる。とくにヒンデミットについては、カイサが彼の『作曲の手引き』を講義に使っていたことからもその影響が示唆される。

## 主な作品

### 管弦楽
- 交響曲第1番（1937-38、1940改訂）
- 交響曲第2番（1939）
- 交響曲第3番（1943-53）
- 交響曲第4番（1945-63）
- 序曲『クリスチャン王は高き帆柱の傍に立ちて』（1940、1945-46改訂、吹奏楽版あり）
- 管弦楽のためのディヴェルティメント（1946-48）

### 室内楽
- ヴァイオリン独奏のための7つの小品（1941）
- リコーダー四重奏のためのディヴェルティメント第1番(1968）、第2番（1969-73）
- フルートとオルガンのためのカレイドスコープ（1974-76）
- チェンバロ五重奏曲（1990）

### オルガン
- 復活祭のグレゴリオ聖歌の動機によるパラフレーズ（1946）
- 『もろびと声あげ』による変奏曲（1947-48、1984改訂）
- ソナチネ（1956）
- レクイエム ― 11の瞑想曲（1955-58）
- オルガンのための協奏曲（1965）
- 4つの組曲（1956-73）
- 幻想曲と賛歌（1969）
- 教会の窓（1975）
- 『アヴェ・マリア』によるトッカータ（1980）
- クヌーズ公爵への賛歌（1986）

### アコーディオン
- 10のアラベスク（1974-75）
- 即興曲（1991）
- コンフェッティ（1974-92）

### 合唱
- クリスマス・オラトリオ（1943-47）
- テ・デウム（1946-53）
- マリアの賛歌（1986）

## 文献
- “Leif Kayser”.   Dansk Komponist Forening. 2015年1月11日閲覧。
- “Leif Kayser - Dansk Biografisk Leksikon”.   Gyldendal, Den Store Danske. 2015年1月12日閲覧。
- La Cour, Niels (1977-1978). “Leif Kayser i dag”. Dansk Musik Tidsskrift 52:  13-18 2015年1月12日閲覧。.
- Berger, Günter (1994). "Der Komponist Leif Kayser. Reflexionen zu Struktur und Charakter von »Concerto per Organo«", Aspekte der Orgelbewegung, Alfred Reichling (Ed.), Kassel, Germany: Merseburger Verlag, 483-514.
- Kengen, Knud-Erik (1991). Templum Domini - Vocal and organ compositions by Leif Kayser (Media notes). Point. PCD 5097。
- Frederiksen, Jørgen Ellegård (2001). Organ Works (Media notes). Dacapo. 8.224167。
- Garnæs, Mikael (2007). Symphonies Vol. 1 (Media notes). Dacapo. 8.22470。
- Strimple, Nick (2005). Choral Music in the Twentieth Century. Amadeus Series. Hal Leonard Corporation. pp. 150-151. ISBN 9781574671223 2010年1月11日閲覧。
- Christensen, Jean (2002). "New music of denmark", New Music of the Nordic countries, John David White (Ed.), Hillsdale, NY: Pendragon Press. ISBN 9781576470190